# Det okända – myter och mysterier
"Det okända – myter och mysterier" var ursprungligen en serie skapad för den svenska tidningen Fantomen. Det var främst Fantomen-tecknaren Kari Leppänen som ville variera sig och då började göra serieversioner av gamla klassiska skräckberättelser. Det första avsnittet publicerades 1992 och namnet anknöt till en tidigare biserie i Fantomen som hade titeln "Det okända".
Med tiden kom fler tecknare och författare med Fantomen-anknytning att göra avsnitt av serien, bland annat Stefan Nagy, Ulf Granberg, Lennart Moberg och Christer Thunborg.
Från och med 1994 och några år framåt ingick serien i varje nummer av Fantomen, men nu var de flesta avsnitten hämtade från diverse DC Comics-tidningar, bl.a. Sensation Comics, Sensation Mystery, Strange Adventures, House of Mystery, House of Secrets och My Greatest Adventure. En del av dessa hade tidigare publicerats på svenska i tidningen Mysterie-Serier.

## Avsnitt
Denna lista omfattar endast de avsnitt som ursprungspublicerades under titeln "Det okända – myter och mysterier". 
| Titel                      | Författare                         | Tecknare                        | Publicering         |
| -------------------------- | ---------------------------------- | ------------------------------- | ------------------- |
| "Demonen på ön"            | Fritt efter Sir Arthur Conan Doyle | Kari Leppänen                   | Fantomen nr 25/1992 |
| "Katakomben"               | Fritt efter Sir Arthur Conan Doyle | Kari Leppänen                   | Fantomen nr 2/1993  |
| "Den strimmiga kistan"     | Fritt efter Sir Arthur Conan Doyle | Kari Leppänen                   | Fantomen nr 5/1993  |
| "Yeti"                     | Kari Leppänen                      | Kari Leppänen                   | Fantomen nr 8/1993  |
| "Handen"                   | Fritt efter Sir Arthur Conan Doyle | Kari Leppänen                   | Fantomen nr 11/1993 |
| "Besökaren"                | Stefan Nagy & Ulf Granberg         | Stefan Nagy                     | Fantomen nr 3/1994  |
| "Luftens herre"            | Stefan Nagy & Ulf Granberg         | Stefan Nagy                     | Fantomen nr 4/1994  |
| "Jumping Jack"             | Stefan Nagy & Ulf Granberg         | Stefan Nagy & Christer Thunborg | Fantomen nr 6/1994  |
| "De mystiska luftskeppen"  | Ulf Granberg                       | Stefan Nagy & Lennart Moberg    | Fantomen nr 15/1994 |
| "S/S Palatines sista resa" | Tony De Paul                       | Stefan Nagy                     | Fantomen nr 18/1994 |
| "Faraos förbannelse"       | Kari Leppänen                      | Kari Leppänen                   | Fantomen nr 20/1994 |
| "Skeppet"                  | Scott Goodall                      | Kari Leppänen                   | Fantomen nr 23/1994 |
| "Djävulen i flaskan"       | Fritt efter Robert Louis Stevenson | Kari Leppänen                   | Fantomen nr 2/1995  |
| "Tunguskamysteriet"        | Scott Goodall                      | Christer Thunborg               | Fantomen nr 3/1995  |
| "Vilddjurets märke"        | Fritt efter Rudyard Kipling        | Kari Leppänen                   | Fantomen nr 12/1995 |
| "De dödas järnväg"         | Tony De Paul                       | Kari Leppänen                   | Fantomen nr 17/1995 |
| "Sumak – Dödens träd"      | Fritt efter Ulric Daubeny          | Kari Leppänen                   | Fantomen nr 19/1995 |
| "Dödens hus"               | Fritt efter Bram Stoker            | Kari Leppänen                   | Fantomen nr 12/1996 |

 Artikeln var, i den version den hade den 24 januari 2006, helt eller delvis hämtad från Seriewikin (hos Seriefrämjandet): Det okända – myter och mysterier